# Sainte-Adresse
Sainte-Adresse é uma comuna francesa na região administrativa da Normandia, no departamento Seine-Maritime. Estende-se por uma área de 2,26 km². Em 2010 a comuna tinha 7 609 habitantes (densidade: 3 366,8 hab./km²).561 hab/km².